# Gonodonta sitia
Gonodonta sitia là một loài bướm đêm trong họ Noctuidae.